# 谷原秋桜子
谷原 秋桜子（たにはら しょうこ）は、日本の小説家、推理作家。双子座。大学卒業後、家業の洋菓子店を手伝いつつ作家修業を続け、2001年『激アルバイター・美波の事件簿 天使が開けた密室』（富士見ミステリー文庫）でデビュー。
『激アルバイター・美波の事件簿 天使が開けた密室』に続いて『激アルバイター・美波の事件簿2 龍の谷の秘密』を発表。当時はライトノベルがミステリに進出した時期であり、数多い青春ミステリや、ジャンルミックスした派手な作品が林立する中で、古典を踏まえた本格ミステリを目指した点が評価された。長く続刊なく、富士見ミステリー文庫の路線変更もあって続刊は絶望視されていたが、2006年、創元推理文庫での復刊、翌年には新作『砂の城の殺人』の刊行に至り、作家活動を再開。
2016年4月、小説家・推理作家の愛川晶によって、自身の別名義であることが示唆された。

## 作品

### 単行本

#### 〈美波の事件簿〉シリーズ
- 激アルバイター・美波の事件簿 天使が開けた密室（2001年2月 富士見ミステリー文庫）
  - 【改題】天使が開けた密室（2006年11月 創元推理文庫）
    - 創元推理文庫版には短編「たった、二十九分の誘拐」を追加収録
- 激アルバイター・美波の事件簿2 龍の館の秘密（2001年12月 富士見ミステリー文庫）
  - 【改題】龍の館の秘密（2006年12月 創元推理文庫）
    - 創元推理文庫版には短編「善人だらけの街」を追加収録
- 砂の城の殺人（2007年3月 創元推理文庫）
- 手焼き煎餅の密室（2009年8月 創元推理文庫）
  - 収録作品：旧体育館の幽霊 / 手焼き煎餅の密室 / 回る寿司 / 熊の面、翁の面 / そして、もう一人
- 鏡の迷宮、白い蝶（2010年11月 創元推理文庫）
  - 収録作品：イタリア国旗の食卓 / 失せ物は丼 / 鏡の迷宮、白い蝶 / 子蝶の夢 / 二つの真実
- 教え子殺し 倉西美波最後の事件（2021年11月 原書房） - 愛川晶と共著

#### ノンシリーズ
- その時の教室（2015年9月 東京創元社）
  - 収録作品：ウエディングセレモニーI / 裏は違う顔 / ウエディングセレモニーII / 三十九枚の告発状 / ウエディングセレモニーIII / その時 / 桃里記 / ウエディングセレモニーIV

### アンソロジー
- 7days wonder 紅桃寮の七日間（2009年7月 ポプラ社 TEEN'S ENTERTAINMENT）「聖母の掌底突き」
  - 【改題】寮の七日間 青春ミステリーアンソロジー（2012年1月 ポプラ文庫ピュアフル）
    - 404号室が「開かずの間」である「紅桃寮」という名の寮を舞台に「7日間の事件」がおこる、ということを共通設定にして、4名の作家（加藤実秋、谷原秋桜子、野村美月、緑川聖司）がそれぞれ描くアンソロジーのなかの一篇。
- 本格ミステリ'10 二〇一〇年本格短編ベスト・セレクション（2010年6月 講談社ノベルス）「イタリア国旗の食卓」
  - 【改題】凍れる女神の秘密 本格短編ベスト・セレクション（2014年1月 講談社文庫）
- ベスト本格ミステリ2011（2011年6月 講談社ノベルス）「鏡の迷宮、白い蝶」

## 人物像
「谷原秋桜子」のプロフィール・キャラクターは、「激アルバイター・美波の事件簿」シリーズ（富士見ミステリー文庫）のあとがきや著者紹介において以下の様に紹介されている。
- 生息地は東京近郊。近所では箱入り娘として通っているが、箱は箱でも段ボール製。父は職人歴35年になる菓子職人で「お菓子の神様のおぼしめし次第だから」が口癖。実家の洋菓子店で天下一品なのは、他店のものよりもちょっと厚めで、焼けた小麦粉の香ばしさとチョコレートのほのかな苦みが舌の上で調和する特製のブラウニー。両親のお菓子作りを幼い頃から見て、ものを作り出すことのすばらしさを身近に感じ、また苦労の結果できあがったお菓子が、魔法のようにいろいろな人を幸せにする場面も見続けてきた。

- こんなヘタクソでも、一応先生（フリーライターを長い間続け、出版業界の裏表を知りつくし、作家転向後は秀作を連発、大きな賞を受けた人）が居るが、名前を出して「おまえの弟子の谷原の小説を読んだけど、つまらなかった。責任を取って、本代を返せ！」といった内容の手紙が届いてしまったら即座に破門されてしまうので、名は明かせない。

- 2000年夏、とある新人賞の受賞パーティーに紛れ込み、有栖川有栖や綾辻行人[3]の姿を見つけ、周囲の目もはばからず、狂喜乱舞する。そこで富士見書房のT氏と出会い、ラッキーなデビューのきっかけをつかむ。いわゆる本格ミステリーというジャンルの愛読者であり、富士見ミステリー文庫読者の中には内容に多少のとまどいを感じる人がいるかもしれないと危惧する。「作家とは名ばかりの若葉マーク」「ほとんどファンのノリ」

- 趣味はお菓子の食べ歩き、湯泉。本格ミステリーと湯泉と猫とスパークリングワインとフルーツ杏仁豆腐、昼寝をこよなく愛している。極度の方向オンチ。

なお「双子座」「家業の洋菓子店を手伝いつつ作家修業を続ける」などを含むこうしたキャラクター像に関しては、2006年の作家活動再開以降は言及されない。

## 正体の公表
小説家・推理作家の愛川晶は著作『はんざい漫才』（文春文庫、2016年4月）の「あとがき」（愛川晶・谷原秋桜子の連名）において、『高座の上の密室』に谷原秋桜子作品のキャラクターが登場しているとの指摘を受けており、そうした批判を受けないためにもシリーズ続編の「『はんざい漫才』刊行時の名義は『愛川晶　谷原秋桜子』とすべきだと強く主張した」としたが叶わず、「私はこれまでに、…（中略）…リレー小説を例外として、自分以外の作家が創造したキャラクターを借用したことはただの一度もありません。」「『その時の教室』に収められている「とうかげんき」（改題後のタイトルは「桃里記」）という中編が初出である『ジャーロ』2012年春号（光文社）に掲載された際、誰の名義で発表されたのかをネットで検索していただければ、事情は一目瞭然だと思います。」と明らかにし、「十数年もの長い間、皆さんをだまして、本当に申し訳ありませんでした。」と述べた。なお刊行時の帯には「最大のサプライズは「あとがき」のラスト一行にあり！」との煽り文句が付けられた。